# Matupá (Mato Grosso)
Matupá es un municipio brasilero del estado de Mato Grosso. Se localiza a una latitud 10º03'27" sur y a una longitud 54º55'58" oeste, estando a una altitud de 280 metros, y un área de 7156,51 km². Su población estimada en 2009 era de 15.170 habitantes.

## Historia

### Etimología
Matupá proviene de la palabra tupi "matupa", el término designa a la porción de tierra, con vegetación, que se desprende de los barrancos de los ríos de la cuenca del Amazonas y desciende a la deriva gracias a la corriente; junto con la tierra caída (SB).

### Origen histórico
La ciudad surgió de la apertura de la carretera Cuiabá-Santarém, y la denominación, Matupá, fue dada por la dirección del Grupo Ometto, empresa que colonizó la vasta región del actual municipio.
Matupá significa masa compacta de gramíneas acuáticas encontradas al borde de los ríos y lagos y en tierra flotante, desprendida del margen de las riberas por acción de las crecidas y que va descendiendo agua abajo.
El nombre Matupá fue dado por los emprendedores. Una ciudad que sintonizase con las condiciones ambientales, integrándose al cuadro natural en que la vegetación y el río fuesen valorados, y al mismo tiempo respondiesen a las tradiciones urbanas. Así, en el paisaje regional y en su maciza cobertura vegetal original, se asentaban los núcleos urbanos de apoyo y las vías de penetración, a partir de vectores constituidos por las carreteras. Existe una corriente que afirma que la denominación es resultado de la fusión de los nombres de los Estados de Mato Grosso y Pará - Mato Grosso + Pará = Matopá, (Matupá).
El municipio fue creado el 4 de julio de 1988, por la Ley nº5317. En el municipio se efectúa piscifactoría en el lago. A aproximadamente treinta y cinco kilómetros del municipio se localiza la comunidad Flor de la Sierra. Matupá es el municipio sede de uno de los 15 CEFAPROS (Centro Formación y Actualización de los Profesionales de la Educación Básica) del Mato Grosso.
En el municipio se encuentra el proyecto CEJA, que atiende a los alumnos de varios municipios vecinos.